# 金沙鼠尾黄
金沙鼠尾黄（学名：Rungia hirpex）为爵床科孩儿草属的植物，为中国的特有植物。分布在中国大陆的云南等地，生长于海拔500米至600米的地区，目前尚未由人工引种栽培。

## 别名
小苞孩儿草（植物分类学报）